# Grazioso Enea Lanfranconi
Grazioso Enea Lanfranconi (30. května 1850 Peglio – 9. března 1895 Prešpurk) byl italský inženýr a vynálezce.

## Život

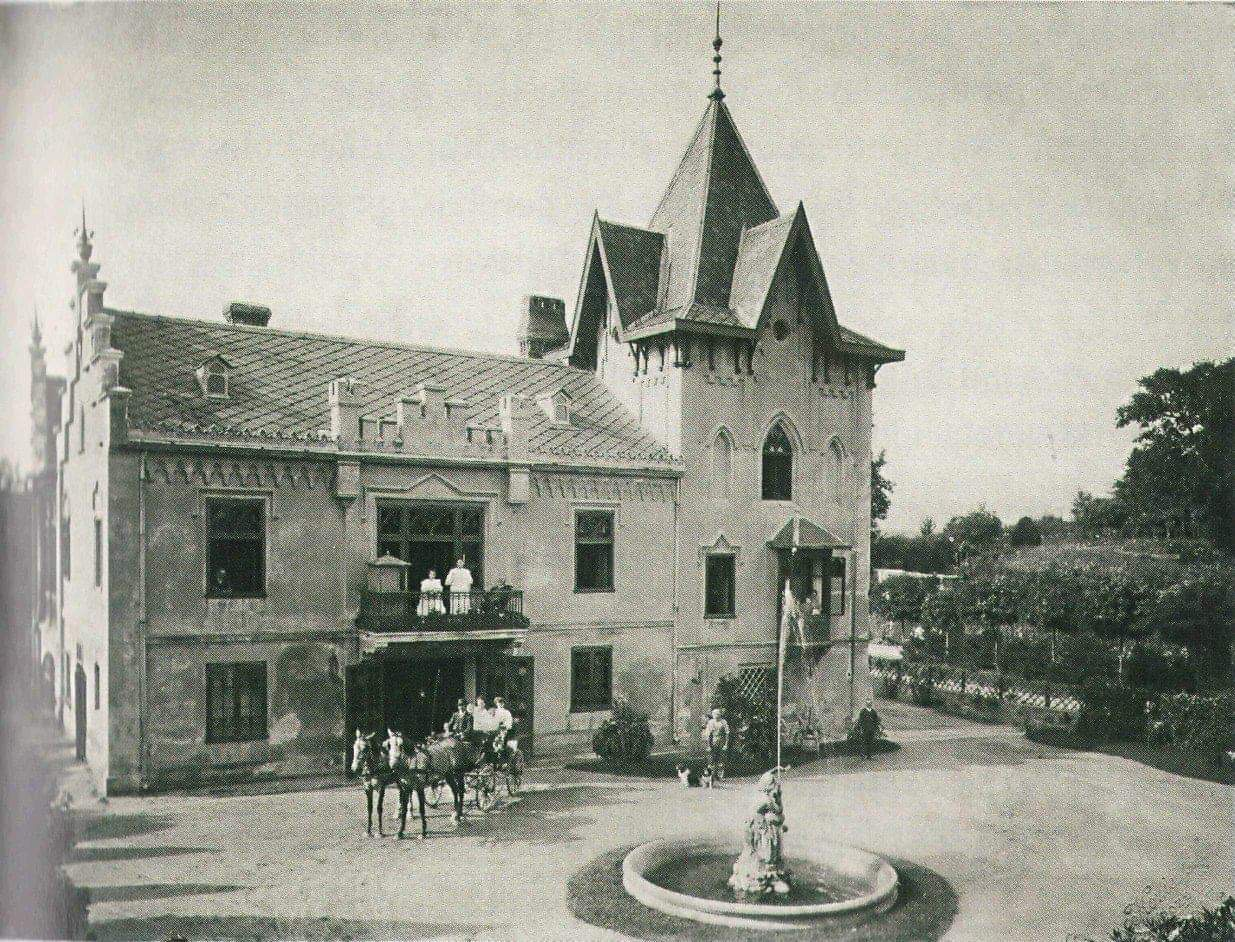
Lanfranconiho vila, která ležela u botanické zahrady a byla zbořena kvůli výstavbě mostu Lanfranconi

Narodil se v měšťanské rodině. Jeho otec Giovanni Battista Lanfranconi pracoval jako inženýr na výstavbě železnic po Rakousko-Uhersku (dráhy Semmering, uherské západní dráhy nebo severní dráhy). Enea studoval v Miláně, v roce 1867 se se svými rodiči přistěhoval do Prešpurku a zde trvale žil od r. 1870. Zabýval se především regulací Dunaje (mezi Devínem a Gönyű). Byl zastáncem vodního spojení Dunaje s Rýnem, Odrou a Labem. Na toto téma psal i teoretické práce. Na kongresu geografů v Benátkách získal první cenu. Po svém otci zdědil lom a v něm poprvé použil samočinnou nakládací rampu, kterou vynalezl. Tento vynález vzbudil velkou pozornost a Lanfranconi si ho nechal patentovat ve většině evropských zemí a v Americe.
Byl filantropem. Byl zakládajícím členem Spolku maďarských dějin a zabýval se archeologií. Snažil se najít hrob krále Arpáda a argumentoval, že byl pohřben na Tureckém kopci u obce Bad Deutsch-Altenburg. Byl sběratelem umění, především knih. Přes 2 000 svazků, především z 15. až 18. století, které byly získány při dražbě jeho pozůstalosti, je dnes v maďarské Státní knihovně.
Život ukončil sebevraždou. Je pohřben a hřbitově ve Varese.

## Dílo

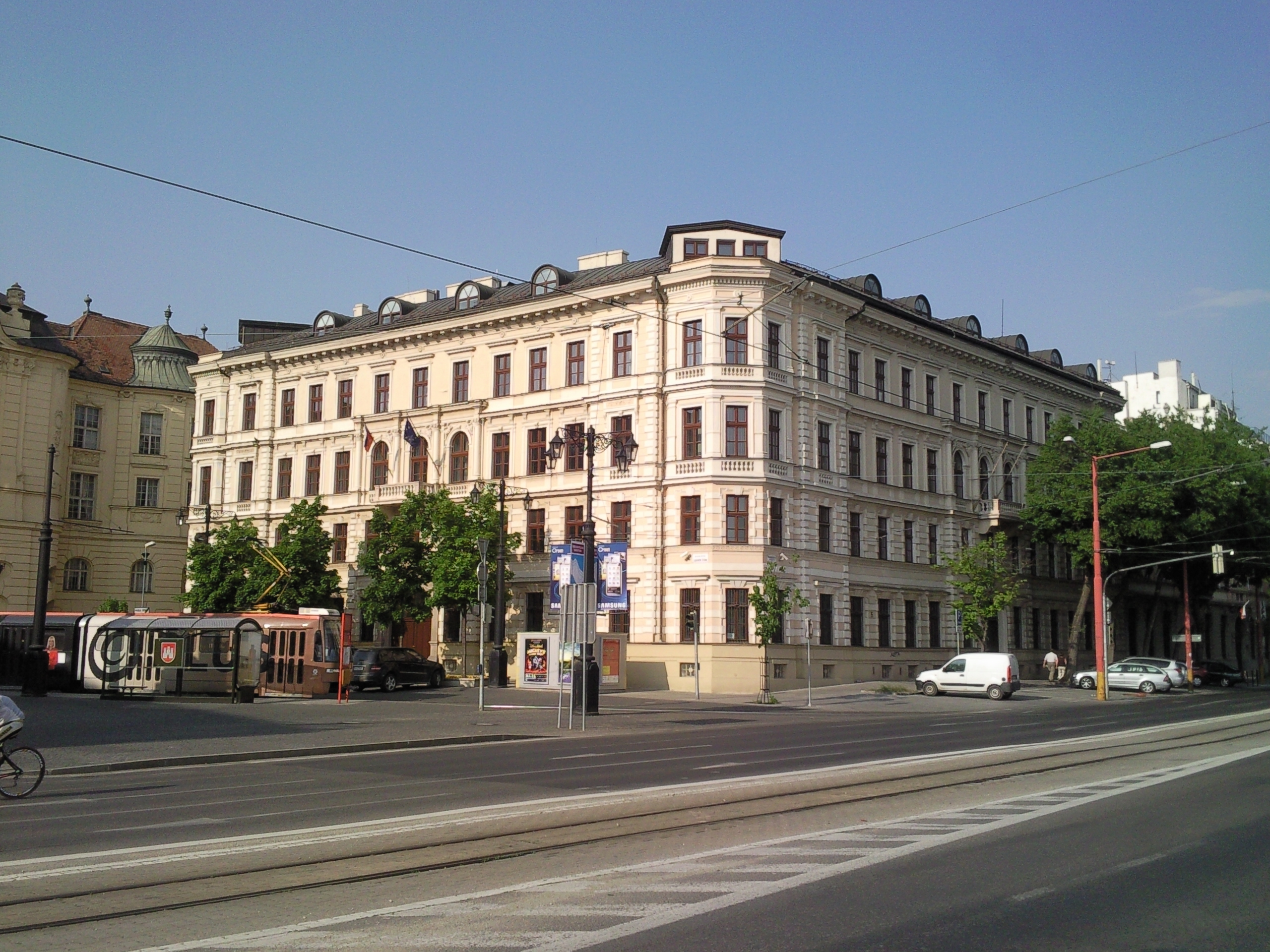
Lanfranconiho palác v Bratislavě

- Regulační plán Dunaje Devín – Gönyű (1878)[5]
- Příčný řez korytem Dunaje u Devína (1879)[5]
- Die Wasserstraßen Europas und die Wichtigkeit der Regulierung der Donau (Vodní cesty v Evropě a význam regulace Dunaje) 1880
- Die Regulierung der Flüsse Ungarns (Regulace řek v Uhersku) 1882[5]
- Rettung Ungarns von Überschwemmungen (Záchrana Uherska před povodněmi) 1882 – dvě mapy v měřítku 1: 144 000: Záplavové oblasti Dunaje a jeho přítoků v Horních Uhrách, Dunaj a jeho přítoky v údolní nivě v Dolních Uhrách[5]
- Die Überschwemmungen in Ungarn und die Regulirung der unteren Donau  (Povodně v Uhersku a regulace dolního Dunaje) 1887[5]
- Všeobecná mapa střední Evropy v měřítku 1: 400 000[5]
- samočinná nakládací rampa (1890)
- Vícejazyčný odborný slovník (anglický, český, francouzský, italský, maďarský, německý, ruský, srbský, španělský), nedokončený rukopis, 302 strany[5]

## Zajímavosti
Byl jmenován komturem řádu Františka Josefa.
V Bratislavě stojí palác Lanfranconi, který je sídlem ministerstva životního prostředí.
Ve zkomolené formě jeho jména byl po něm v Bratislavě pojmenován internát Lafranconi a také most Lafranconi, který však byl roku 2021 přejmenován a uveden do souladu s příjmením.